# Synedoida pulchra
Synedoida pulchra är en fjärilsart som beskrevs av Barnes och Mcdunnough 1918. Synedoida pulchra ingår i släktet Synedoida och familjen nattflyn. Inga underarter finns listade i Catalogue of Life.